# Toyosato
Toyosato (豊郷町, Toyosato-chō) est un bourg du district d'Inukami, situé dans la préfecture de Shiga, au Japon.

## Géographie

### Démographie
Au 1er décembre 2014, la population de Toyosato s'élevait à 7 544 habitants répartis sur une superficie de 7,82 km2.